# Jeff Capello
Jeff Capello (* 25. September 1964 in Ottawa, Ontario) ist ein ehemaliger kanadischer Eishockeyspieler, der während seiner aktiven Laufbahn unter anderem für die Rochester Americans in der American Hockey League aktiv war.

## Karriere
Jeff Capello begann seine aktive Laufbahn im Eishockeyteam der University of Vermont, für die er von 1983 bis 1987 in der National Collegiate Athletic Association im Einsatz stand. Während dieser Zeit absolvierte er 119 Partien in der Regular Season und verbuchte dabei 108 Scorerpunkte. Außerdem erhielt er 128 Strafminuten. Beim NHL Supplemental Draft 1986 wurde Capello in der ersten Runde an insgesamt zweiter Position von den Buffalo Sabres ausgewählt. Er absolvierte jedoch nie eine Partie in der National Hockey League und lief in den folgenden zwei Spielzeiten für die Rochester Americans in der American Hockey League aufs Eis. Anschließend beendete er seine aktive Laufbahn.